# Leonhard Gall

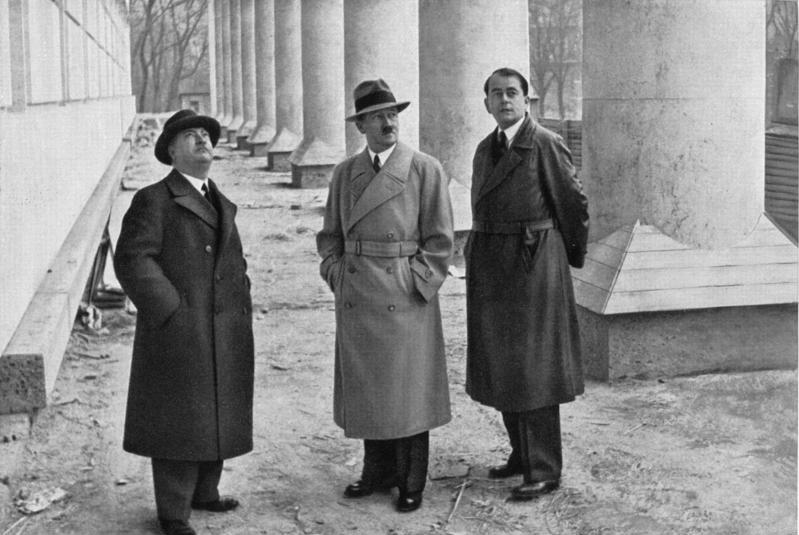
Leonhard Gall (links) mit Adolf Hitler und Albert Speer 1936 am Haus der Deutschen Kunst in München

Leonhard Gall (* 24. August 1884 in München; † 20. Januar 1952 ebenda) war ein deutscher Architekt zur Zeit des Nationalsozialismus.

## Leben und Wirken
Leonhard Gall war Chefarchitekt im von Adolf Hitler geschätzten Münchner Architektur-Büro von Paul Ludwig Troost. Mit Troost zusammen entwickelte er z. B. den sogenannten Dampferstil. Diverse Innenausbauten von deutschen Schnelldampfern wurden in diesem Büro entworfen, die Ausführung lag meist in Händen der Vereinigten Werkstätten für Kunst im Handwerk.
Gall, der zum 1. August 1932 der NSDAP beigetreten war (Mitgliedsnummer 1.274.897), übernahm 1934 nach Troosts Tod zusammen mit dessen Witwe Gerdy die Leitung des Büros Troost. Im Jahr darauf berief ihn Joseph Goebbels in den Reichskultursenat. Das von Troost geplante Haus der deutschen Kunst in München (der erste Monumentalbau der Nationalsozialisten, zu dem gerade erst der Grundstein gelegt worden war) wurde unter Galls Leitung fertiggestellt und 1937 durch Hitler eingeweiht. Gall präsentierte 1938 auf der ersten deutschen Architekturausstellung im Münchner Haus der Kunst die Prestigeobjekte „Führerbau in München“ (Eingangshalle und Arbeitszimmer) sowie den Empfangssaal der Reichskanzlei in Berlin. Gall war Mitherausgeber der Zeitschrift Die Kunst im Deutschen Reich. 1943 wurde Gall Vizepräsident der Reichskammer der bildenden Künste und Treuhänder der von Joseph Goebbels initiierten Stiftung Künstlerdank.
Hitler schätzte Gall als Architekt so hoch, dass er ihn im August 1944 nicht nur in die Gottbegnadeten-Liste, sondern auch in die Sonderliste mit den zwölf wichtigsten bildenden Künstlern aufnahm.
Leonhard Gall trug den Titel Professor und war Stadtrat in München. Er war mit Fanny Rischbeck aus München verheiratet. Seine Frau starb bereits 1933. Das Grab von Fanny und Leonhard Gall befindet sich auf dem Münchener Ostfriedhof.

## Bauten und Entwürfe (Auswahl)
Führerbau
Der ehemalige Führerbau wurde 1933 bis 1937 nach Plänen von Paul Ludwig Troost in München errichtet. Die ersten Planungen für das Gebäude stammen aus dem Jahr 1931. Die Fertigstellung erfolgte erst drei Jahre nach dem Tod von Troost durch Gall. Während des Nationalsozialismus diente der Führerbau als Repräsentationsbau Adolf Hitlers. Das Gebäude schloss den Königsplatz zusammen mit dem Verwaltungsbau der NSDAP städtebaulich Richtung Osten ab. Hier wurde unter anderem 1938 das Münchner Abkommen unterzeichnet.
Verwaltungsbau der NSDAP (München, Gabelsbergerstraße)
Gall war an zahlreichen repräsentativen Bauten des Nationalsozialismus beteiligt, unter anderem am Verwaltungsbau der NSDAP an der Gabelsbergerstraße in München. Dieser kam jedoch wegen des Kriegsbeginns über die Bunker-Anlagen im Kellergeschoss nicht hinaus und wurde somit nie fertiggestellt. Nach dem Krieg wurde auf diesen Fundamenten ein Neubau für die Technische Universität München errichtet, der 2007 wieder abgerissen wurde, um dem Neubau der Münchner Hochschule für Fernsehen und Film (HFF) Platz zu machen.
Berghof (Obersalzberg)
Gestaltung der Innenräume, nach Anregungen Hitlers in Zusammenarbeit mit Gerdy Troost.